# Embelia buxifolia
Embelia buxifolia är en viveväxtart som beskrevs av Ridley. Embelia buxifolia ingår i släktet Embelia och familjen viveväxter. Inga underarter finns listade i Catalogue of Life.